# Кравков, Василий Павлович
Василий Павлович Кравков (20 февраля (3 марта) 1859, Рязань — 13 июля 1920, Москва) — военный врач Русской императорской армии, тайный советник (1917), автор записок о Русско-японской войне 1904—1905 гг. и Первой мировой войне 1914—1918 гг.

## Биография
Василий Павлович Кравков родился 20 февраля (3 марта) 1859 года в Рязани. Он стал четвёртым ребёнком в семье старшего писаря Управления Рязанского губернского воинского начальника унтер-офицера Павла Алексеевича Кравкова (1826—1910). Согласно семейному преданию, его мать Евдокия (Авдотья) Ивановна (1834—1891), до замужества — «калужская мещанка», была внебрачной дочерью К. Д. Кавелина (1818—1885), известного отечественного историка, правоведа и социолога, одного из идеологов русского либерализма в эпоху реформ Александра II.
В 1871—1878 гг. В. П. Кравков учился в 1-й Рязанской мужской гимназии, которую окончил с серебряной медалью. В 1878—1883 гг. он продолжал обучение в Императорской Военно-медицинской академии в Санкт-Петербурге.
В ноябре 1883 г. В. П. Кравков начал действительную службу по военному ведомству с должности младшего врача 26-го пехотного Могилевского полка, откуда до конца года был переведён в 159-й пехотный Гурийский полк. В 1884—1885 гг. он был прикомандирован к Оренбургскому военному госпиталю.
В 1886 г. В. П. Кравков был прикомандирован к Оренбургскому местному батальону, в котором с 1887 г. исполнял обязанности старшего врача. С февраля 1888 года он нёс службу в Казанском военном госпитале, где стал врачом-ординатором. В феврале 1888 г. В. П. Кравков был произведён в титулярные советники (со старшинством с 1883 г.), в мае за выслугу лет — в коллежские асессоры (со старшинством с 1886 г.). В 1888 году он успешно сдал экзамен на степень доктора медицины при Императорском Казанском университете.
В 1889 г. В. П. Кравков был откомандирован в Императорскую Военно-медицинскую академию «для усовершенствования в науках». 31 января (11 февраля) 1891 г. постановлением конференции Императорской Военно-медицинской академии В. П. Кравков, старший врач 11-го гренадерского Фанагорийского полка, был удостоен степени доктора медицины. В марте 1891 года он был произведён в надворные советники.
В последующие годы В. П. Кравков занимал должности старшего врача 137-го пехотного Нежинского полка (1892—1895), Брянского местного арсенала (1895—1896), 138-го пехотного Болховского полка (1896—1899). В 1899—1900 годах он был старшим врачом сводного лазарета 1-й бригады 35-й пехотной дивизии в Рязани. В 1900—1905 гг. В. П. Кравков служил дивизионным врачом 35-й пехотной дивизии XVII армейского корпуса. В 1901 г. он был произведён в статские советники.
В 1904—1905 гг. В. П. Кравков принимал участие в Русско-японской войне. Находясь в рядах действующей армии в Маньчжурии, он стал свидетелем и участником Ляоянского сражения, обороны Шахейских позиций, трагического отступления из-под Мукдена и длительного стояния на Сыпингайских позициях. В это время тесно общался с А. Я. Евдокимовым. За умелое руководство дивизионным лазаретом и приданными ему полевыми госпиталями в боевых условиях В. П. Кравков был награждён тремя боевыми орденами «с мечами». В 1906 г. он был произведён в действительные статские советники.
В 1906—1908 гг. В. П. Кравков служил в Москве в должности корпусного врача, в 1908—1910 гг. — в Ярославле, где был бригадным врачом 53-й, а позднее 62-й пехотной резервной бригады. Причиной перевода в Ярославль с понижением по службе стал арест проживавшего в его доме племянника Максимилиана Кравкова, который был членом революционной боевой группы.
В 1910 г. он был перемещён на должность корпусного врача XXV армейского корпуса и вернулся в Москву.
В 1914—1917 гг. В. П. Кравков принимал участие в Первой мировой войне. В августе-сентябре 1914 г. в составе XXV армейского корпуса (5-я армия, Юго-Западный фронт) он участвовал в Галицийской битве, с сентября 1914 по декабрь 1915 гг. занимал должность помощника начальника санитарного отдела штаба 10-й армии (Северо-Западный фронт), в декабре 1915 г. был назначен корпусным врачом XXXXIV («Осовецкого») армейского корпуса, в январе 1916 г. был переведён на ту же должность в XXXVII армейский корпус. С апреля 1916 года и до увольнения из армии В. П. Кравков служил корпусным врачом VII Сибирского армейского корпуса, воевавшего на Северном, а затем на Юго-Западном фронте. В мае 1917 г. он был произведён в тайные советники. В июле 1917 г. В. П. Кравков был уволен из армии и вернулся в Москву.
В первые годы советской власти В. П. Кравков принимал участие в организации военно-санитарных органов РСФСР. В октябре 1918 г. под его руководством была создана амбулатория управления делами Реввоенсовета Республики. В. П. Кравков руководил ей до осени 1919 г. Впоследствии он продолжал сотрудничество с советскими военно-санитарными учреждениями.
5 июля 1920 г. В. П. Кравков был арестован органами ВЧК по обвинению в злоупотреблениях при оформлении освобождений от призыва РККА. 13 июля 1920 г. он был осуждён Президиумом ВЧК и приговорён к высшей мере наказания.

## Научное и литературное наследие

Страница из дневника В. П. Кравкова, 1914 г.

В 1880—1900 гг. В. П. Кравков опубликовал ряд работ по отдельным вопросам практической медицины. В 1910 г. в Ярославле вышла в свет его книга «Заразные факторы людского злополучия и рациональные нормы практической постановки мер личной, общественной и правительственной борьбы с ними», посвящённая вопросам санитарии и гигиены.
Наибольший интерес в историческом плане представляют военные дневники В. П. Кравкова, которые он вёл в 1904—1906 и 1914—1917 гг. В 1919 г. их рукописи были переданы автором Румянцевскому музею в Москве, ныне хранятся в личных фондах Российской государственной библиотеки.
Большая часть дневника была опубликована в книге «Великая война без ретуши. Записки корпусного врача» в 2014 году.

## Награды
- Орден Св. Станислава 3-й степени (1888)
- Орден Св. Анны 3-й степени (1895)
- Орден Св. Станислава 2-й степени (1899)
- Орден Св. Анны 2-й степени (1903, c 1904 — с мечами)
- Орден Св. Владимира 4-й степени с мечами и бантом (1904)
- Орден Св. Владимира 3-й степени с мечами (1905)
- Орден Св. Станислава 1-й степени (1915)
- Орден Св. Анны 1-й степени (1915, c 1917 — с мечами)

## Семья
- Жена (с 1892 г.) — Елена Алексеевна Лукина (1870 — ок. 1922), потомственная дворянка Рязанской губернии.
- Сын — Сергей Васильевич Кравков (1893—1951), психолог и психофизиолог.
- Дочь — Елизавета Васильевна Кравкова (1895—1972).
- Брат — Николай Павлович Кравков (1865—1924), фармаколог.
- Брат — Сергей Павлович Кравков (1873—1938), почвовед.
- Племянник — Максимилиан Алексеевич Кравков (1887—1937), писатель, краевед, геолог.

## Память

Мемориальная доска в честь В. П. и С. В. Кравковых на их доме в Рязани. (ул. Салтыкова-Щедрина, 34)
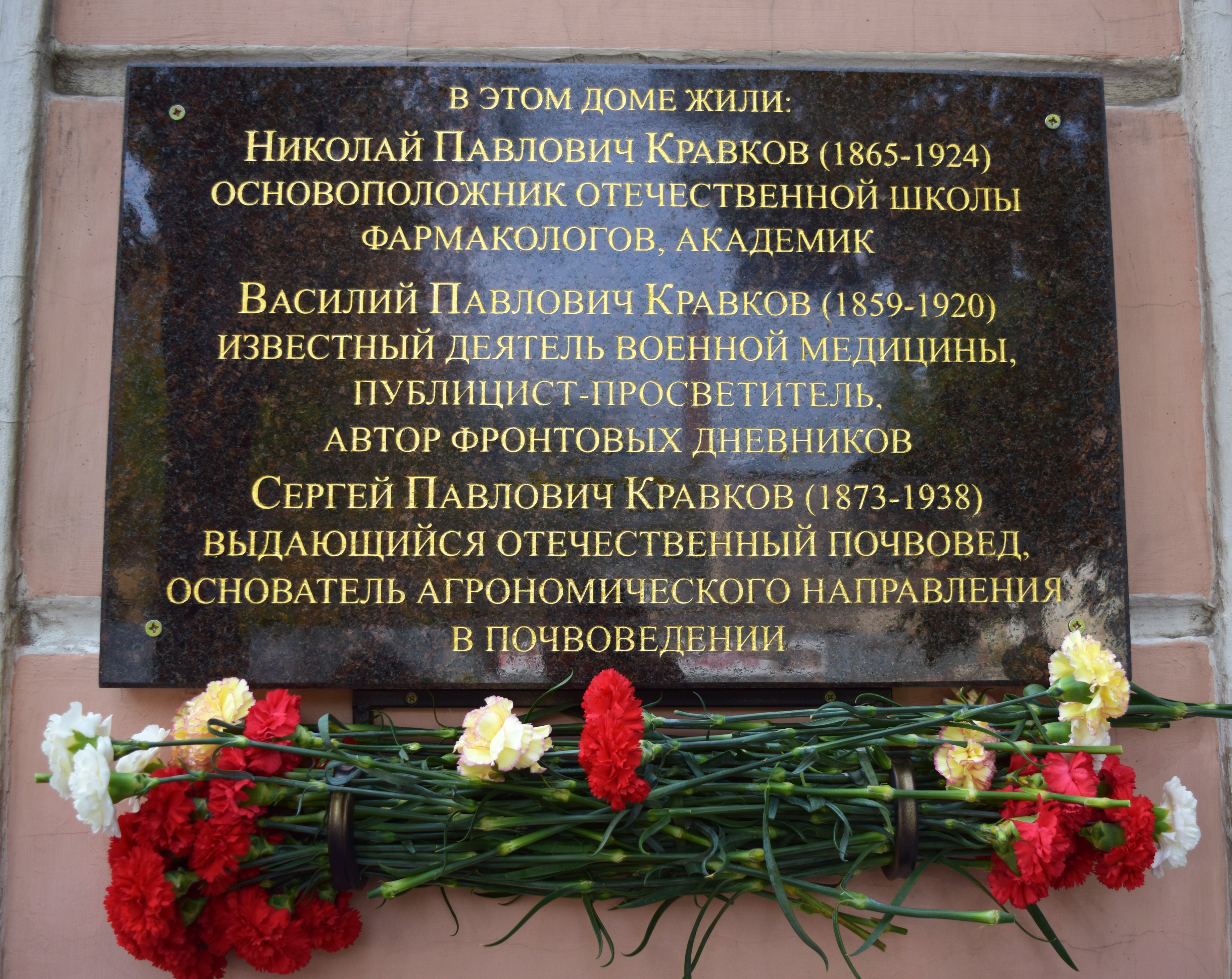
Мемориальная доска на бывшем здании Управления Рязанского губернского воинского начальника (г. Рязань, ул. Ленина, 29)